# Перевозький район
Перевозький район (рос. Перевозский район) - адміністративно-територіальне утворення (місто обласного значення) і муніципальне утворення зі статусом міського округу в центральній частині Нижньогородської області Росії.
Адміністративний центр - місто Перевоз.

## Населення
| 1939    | 1959    | 1970    | 1979    | 1989    | 2002    | 2003    |
| ------- | ------- | ------- | ------- | ------- | ------- | ------- |
| 34 862  | ↘24 338 | ↘18 462 | ↘16 146 | ↗17 146 | ↗18 024 | ↘18 020 |
| 2008    | 2009    | 2010    | 2011    | 2012    | 2013    | 2014    |
| ↘16 698 | ↘16 463 | ↗16 519 | ↘16 458 | ↘16 225 | ↘16 104 | ↗16 155 |
| 2015    | 2016    | 2017    |         |         |         |         |
| ↘15 975 | ↗16 094 | ↘15 943 |         |         |         |         |